# فانتوفارنو
فانتوفارنو (به انگلیسی: Fantofarone) با فرمول شیمیایی C۳۱H۳۸N۲O۵S یک داروی بلوک‌کننده کانال کلسیم با شناسه پاب‌کم ۱۱۹۳۴۹ است. که جرم مولی آن ۵۵۰٫۷۰۸۸۲ g/mol می‌باشد. 